# あなたとRAB
『あなたとRAB』（あなたとアールエービー）は青森放送で放送されている自己批評番組である。
放送はテレビとラジオの両方で行われ、音声も両方で同じものが流れる。テレビ版は毎月最終土曜 10:00 - 10:15、ラジオ版は毎月最終土曜 6:15 - 6:30 （日本標準時）に放送。収録は『1550ニュースレーダーWith』のスタジオで行われている。

## 放送内容
- 番組審議会の報告
- 番組モニター報告
- 視聴者からの問い合わせ・ご意見

## 出演者

### 現在
- 筋野裕子

### 過去
- 黒滝久可
- 大竹辰也
- 辻拓哉
- 米澤章子
- 松尾志織
- 小林あずさ
- 上野由加里 - 筋野のリリーフで出演。